# Selecciones Capitolio
Selecciones Capitolio va ser la marca distribuïdora de S.Huguet. SA companyia fundada a Barcelona el 1920 per Sadurní Huguet i Riba.

## Biografia
Es presentà amb la primera versió dEls quatre genets de l'Apocalipsi (1921. Rex Ingram), amb un desplegament publicitari insòlit, a l'americana, model que explotà i que no trigà a ser imitat per altres firmes, atesa la seva espectacularitat i eficàcia. Gràcies a aquesta publicitat i sobretot a l'encert en la selecció de títols, la marca es convertí en una garantia d'èxit i qualitat. La seva primera producció de l'anomenada Serie Oro Nacional, Sor Angélica(1934, Francesc Gargallo), va batre tots els rècords de taquilla, igual que succeí la temporada següent amb El secreto de Ana Maria (1935, Salvador de Alberich)', protagonitzat com l'anterior per Lina Yegros.
D'altra banda, Sadurní Huguet fou un personatge reconegut i prova d'això és que com a titular de Mútua de Defensa Cinematogràfica Espanyola el 1928, fou elegit president del consell tècnic per al I Congrés Cinematogràfic Espanyol celebrat al Palacio de Cristal del Retiro de Madrid el mateix any.
El 1936 també fou designat president de la primera junta directiva de l'Associació Nacional de Productors Cinematogràfics, en la qual figuraren Josep Maria Blain, Lluís Cabezas, Josep Balart, Ignasi Simó i Norman J.Cinnamond.
Després de la guerra, S. Huguet continuà tenint sucursal a València i delegacions a Madrid, Bilbao, Sevilla, Màlaga, Palma, Santa Cruz de Tenerife i Las Palmas de Gran Canària, de les quals tancà més endavant i les dues de les illes Canàries.
L'equip de la seva casa estava constituït per l'industrial Daniel Mangrané i Escardó, que n'era el president del consell d'administració, el seu fill Daniel Mangrané i Mangrané en funcions de vicepresident, Joan Huguet i Riba, un dels dos directors gerents, i Juan Tomàs Muniesa Muñoz que fou el veritable director gerent de la casa. La línia mantinguda durant les dècades del 1940 al 1960 continuà presentant pocs, però interessants films estrangers, i seguí conreant la producció nacional, amb títols com ara Rumbo (1949) i Debla, la virgen gitana (1950), ambdós de Ramón Torrado, i Vértigo (Costa andaluza) (1950, Eusebio Fernadez Ardavín).
El 1950 la firma amplià les seves activitats a la producció, per tal d'obtenir llicències d'importació de títols estrangers, principal objectiu de la distribuïdora. A aquests títols esmentats s'afegiren els de Parsifal (1951) i EI duende de Jerez (1953), tots dos realitzats per D. Mangrané, fill (el primer amb Carlos Serrano de Osma). En morir D. Mangrané el 1989, la firma començà a declinar i acabà tancant a principi de la dècada del 1990.

## Fons
El fons es conserva a la Filmoteca de Catalunya i fou donat per la vídua de Daniel Mangrané, Dulce Nombre de Maria Casanovas. Recull material administratiu de l'empresa (contractes, correspondència i llibres de comptabilitat), material sobre alguns films (Parsifal, Duende de Jerez, Parque de Madrid, Familia Decente) i moltes fotografies i material publicitaris dels films que distribuïen 
També inclou informació sobre la distribuïdora Arte  7 Distribución Cinematográfica, s.a.